# Dasychira flava
Dasychira flava är en fjärilsart som beskrevs av Holland 1893. Dasychira flava ingår i släktet Dasychira och familjen tofsspinnare. Inga underarter finns listade i Catalogue of Life.